# 世にも奇妙な物語 21世紀 21年目の特別編
『世にも奇妙な物語21世紀21年目の特別編』（よにもきみょうなものがたり21せいき21ねんめのとくべつへん）は、フジテレビで2011年5月14日（土曜日）21:00 - 23:10に放送された「世にも奇妙な物語」の特別編。同シリーズ最後の地上アナログ放送でもある。
今作は東北地方太平洋沖地震の影響により従来の4月に放送することができず、1か月後の5月に放送された。また、今回から土曜プレミアム枠での放送となり、それにより放送時間もこれまでの144分（21:00 - 23:24）から130分（21:00 - 23:10）に短縮された。視聴率は14.9%。

## ドッキリチューブ

### ストーリー
一般人にドッキリを仕掛け、それをインターネット上で生中継で放送する「ドッキリTube」。その過激さからサイトは急成長したものの、動画サイトの社長・真壁（坂口）はさらなる野望として「1億ビュー」を狙い、もっと過激なドッキリにするよう社員に発破をかける。そんな中、真壁は社員からプチドッキリを仕掛けられた上に生中継されてしまう。社員の勝手に怒った真壁は会社を飛び出すが…

### キャスト
- 真壁洋輔 - 坂口憲二 … 社長
- 緒方佑子 - 野波麻帆 … 真壁の恋人
- 吉田将司 - 草野イニ … 真壁の部下
- 昭島秀樹 - 弓削智久 … 真壁の部下
- 中村四郎 - 瀧川英次 … 真壁の部下
- 田丸義男 - 片岡信和 … 真壁の部下
- リーダー - 國本鐘建 … 謎の男
- 受付嬢 - 蒼あんな・れいな
- 騙される人々：末広透、掛川陽子、田野良樹、木川淳一、中谷梨紗、近野衣里
- タクシー運転手：中村哲也
- 視聴者：星耕介、馬場・場番

### スタッフ
- 原作：小林泰三「ドッキリチューブ」（『完全・犯罪』所収 / 東京創元社）
- 脚本：正岡謙一郎
- 演出：石川淳一

### 備考
- タイトル「Tube」とあり現実の動画サイト「YouTube」と類似する。しかし、映像内に登場する動画サイトは、そのサイトデザインや機能（生放送が可能あり、コメントが画面上を流れる）などはニコニコ生放送に近い。ちなみに、放送終盤では本家「ニコニコ実況」にて1分あたり2314コメント（1秒あたり38.6コメント、1コメントあたり0.026秒）が流れた。
- 小林の作品は、本作以前に2003年春の特別編（「影の国」）で映像化されている。
- 過激化するYouTuberを予言・先取りしたような内容。放送された2011年当時はYouTuberという職業は全く認知されていなかった。

## 分身

### ストーリー
仕事一筋で生きてきた田崎守（大森）は志保（杏）と1年前にお見合い結婚するも本当に自分への愛があるか気になっていた。ある日、守は独立10周年パーティーで部下がネット上で「ネカマ」として他人とメールしていたことを知る。守は志保が本当に自分のことが好きか、架空の人物「暮林英二」としてメールを送り始める…

### キャスト
- 田崎守 - 大森南朋 … 夫
- 田崎志保 - 杏 … 妻
- 暮林英二 - 阿部進之介 … 謎の男
- 須藤正樹 - 施鐘泰
- 村上信二 - 津村知与支
- 深野景子 - 高橋麻理
- 森里美 - 田辺愛美

### スタッフ
- 原作：唯川恵「分身」（『ため息の時間』所収 / 新潮社）
- 脚本：渡辺千穂
- 演出：河毛俊作

## 通算

### ストーリー
定年を2日後に控えた刑事・山岡（松平）。野球選手が通算2000本安打で祝われているのをうらやましく思うと翌日から「通算出勤日数」「通算胃薬を飲んだ回数」など様々な通算で祝福されるようになる。そして狙うは定年退職までに「通算逮捕人数100人」なのだが…

### キャスト
- 山岡武 - 松平健 … 定年間近の刑事
- 西田哲 - 山本裕典 … 山岡の後輩
- 通算紳士 - マイケル富岡 … 何かと山岡を祝福する
- 通算ガールズ - 渡邊小百合、藤嵜亜莉沙
- 田宮達明 - 原田裕章 … 山岡らが追いかけている犯人
- 本村雄一 - 柳憂怜 … 山岡がかつて逮捕した強盗殺人犯
- 社長 - 瀬野和紀
- アナウンサー - 松尾翠
- 女子高生 - 葵くるみ、杉本萌奈美
- 刑事 - ゆうたろう、アレックス藤岡、沼田光仁、加藤宏典、石田ヨウスケ

### スタッフ
- 脚本：ふじきみつ彦
- 演出：佐藤源太

## 缶けり

### ストーリー
藤村（永作）の女友達が亡くなった。彼女は死ぬ前に旅行でロープウェーに乗車中、反対車線に男の子を見たという。その子は30年前、藤村達が小学生のころにいっしょに缶けりをしていた最中に行方不明になり、その後遺体で発見された子だった…

### キャスト
- 藤村幸子 - 永作博美 （幼少期 遠藤由実）
- 鈴森ちか - 馬渕英俚可 （幼少期 畠山紬）
- 八木進 - 眞島秀和 （幼少期 青木綾平）
- 井上猛 - 松尾諭 （幼少期 山岸和広）
- 熊谷慎司 - 矢柴俊博 （幼少期 小林正宗）
- 結城正人 - 春名柊夜
- ちかの恋人 - 金原泰成
- 幸子の部下 - 和田亮太

### スタッフ
- 脚本：半澤律子
- 演出：都築淳一

### 備考
- 冒頭でロープウェイの車内で携帯電話を使用するシーンがあり、番組エンディングでの本ドラマがフィクションであるテロップに加えてロープウェイ車内ではマナーモードに切り替える旨の注意喚起テロップが表記された。

## PETS

### ストーリー
犬のサクラ（谷村）は桃子（国仲）と生活を送っていたが、最近は自身への愛情が薄れていることに気が付いていた。さらに彼氏ができたことで桃子はサクラを路上に捨ててしまう…

### キャスト
- サクラ - 谷村美月 … 桃子のペット
- 栗田桃子 - 国仲涼子 … サクラの飼い主
- ローズ - 国生さゆり … 幸太郎のペット
- 幸太郎 - 山中崇 … 桃子の恋人
- クロ - 石垣佑磨 … 野良犬の首領
- 管理人 - 高橋修
- 犬 - 矢崎まなぶ
- 救急隊員 - 重村佳伸

### スタッフ
- 脚本・演出：筧昌也

## 各話リスト
| 話数  | サブタイトル     | 脚本         | 演出     | 主演     | 原作     | 視聴率 |
| ----- | ---------------- | ------------ | -------- | -------- | -------- | ------ |
| 第1話 | ドッキリチューブ | 正岡謙一郎   | 石川淳一 | 坂口憲二 | 小林泰三 | 14.6%  |
| 第2話 | 分身             | 渡辺千穂     | 河毛俊作 | 大森南朋 | 唯川恵   | 14.6%  |
| 第3話 | 通算             | ふじきみつ彦 | 佐藤源太 | 松平健   | -        | 14.6%  |
| 第4話 | 缶けり           | 半澤律子     | 都築淳一 | 永作博美 | -        | 14.6%  |
| 第5話 | PETS             | 筧昌也       | 筧昌也   | 谷村美月 | -        | 14.6%  |